# 公共子表达式消除
公共子表达式消除，又称CSE（Common subexpression elimination），是一个编译器优化技术。在执行这项优化的过程中，编译器会视情况将多个相同的表达式替换成一个变量，这个变量存储着计算该表达式后所得到的值。 该优化技术十分常见，在现代各大编译器中（如LLVM、GCC）均有实现。

## 例子
考虑到下列代码：
```
   a = b * c + g;
   d = b * c + e;
```

可以观察到 b * c 是两项表达式中的公共子表达式。如果计算这个子表达式并将其计算结果存储起来的开销，低于重复计算这个子表达式的开销，则能够将以上代码转换成以下代码：
```
   temp = b * c;
   a = temp + g;
   d = temp + e;
```

## 原理
执行这项优化的可能性基于表达式的定义可达性。当以下条件成立，则一个表达式 {\displaystyle b*c} 在程序的某个点 {\displaystyle p} 被定义为是可达的：
- 从初始节点到点 {\displaystyle p} 的每条路径在到达 {\displaystyle p} 之前计算过 {\displaystyle b*c}；
- {\displaystyle b*c} 被计算后，无论 {\displaystyle b} 或 {\displaystyle c} 到点 {\displaystyle p} 以前都没有被重新赋值过。

由编译器计算的成本效益分析可以判断出，重复计算该表达式的开销是否大于存储该表达式的计算结果，并且这个分析也要将寄存器等因素考虑在内。
编译器开发者将公共子表达式消除分成两种：
- 本地公共子表达式消除：这项优化技术工作于基本块之内。
- 全局公共子表达式消除：这项优化技术工作于整个过程之中。